# Zethus nigricornis
Zethus nigricornis är en stekelart som beskrevs av Henri Saussure 1875. Zethus nigricornis ingår i släktet Zethus och familjen Eumenidae. Inga underarter finns listade i Catalogue of Life.